# Indische Badmintonmeisterschaft 1988/89
Die Indische Badmintonmeisterschaft der Saison 1988/1989 fand Anfang 1989 in Jalandhar statt. Es war die 53. Austragung der nationalen Titelkämpfe im Badminton in Indien.

## Finalergebnisse
| Disziplin    | Sieger                       | Finalist                        | Ergebnis           |
| ------------ | ---------------------------- | ------------------------------- | ------------------ |
| Herreneinzel | Vimal Kumar                  | Madhurya Barua                  | 10-15, 17-14, 15-9 |
| Dameneinzel  | Madhumita Bisht              | Ami Ghia                        | 11-0, 12-10        |
| Herrendoppel | Prakash Padukone Vinod Kumar | Partho Ganguli Vikram Singh     |                    |
| Damendoppel  | Madhumita Bisht Ami Ghia     | Mallika Barua Sudha Padamnabham |                    |
| Mixed        | Sanat Misra Madhumita Bisht  | Ajay Kanwar Sindhu Gulati       |                    |